# Plantungan (onderdistrict)

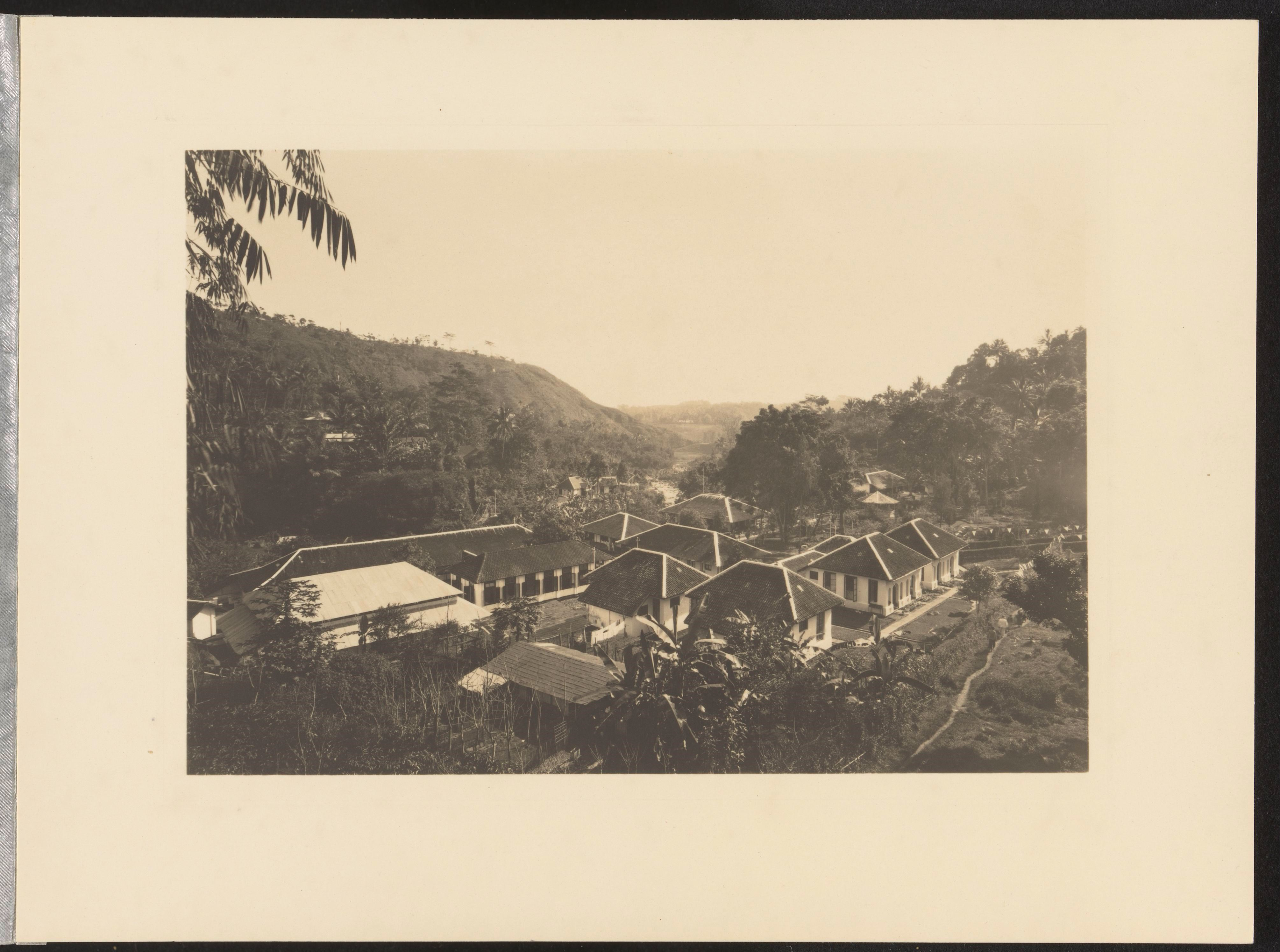
Het Semarang lepra ziekenhuisgebouw in Pelantungan mei 1931 (Leprozerie Pelantoengan)

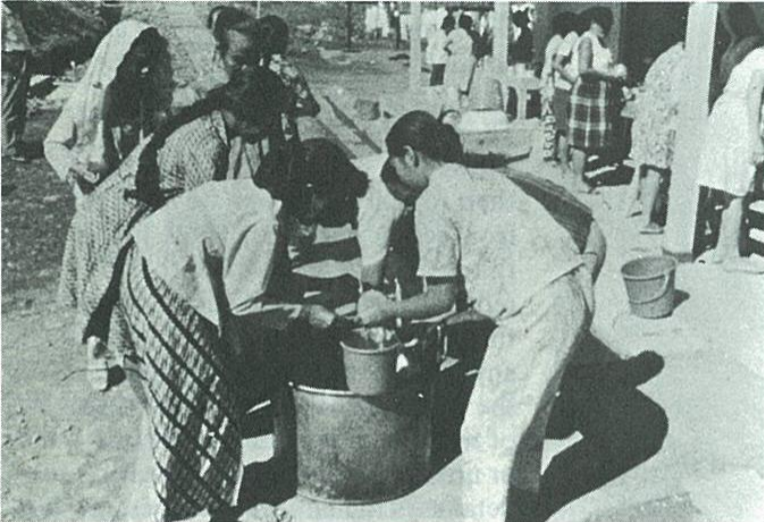
Een foto van vrouwelijke gevangenen die dagelijks waterrantsoenen krijgen in het concentratiekamp Plantungan, Midden-Java, Indonesië, uit de speciale editie van Amnesty International 1973

Plantungan is een onderdistrict (kecamatan) in het regentschap Kendal van de provincie Midden-Java, Indonesië.
Plantungan is gelegen op de zuid westelijke punt van het  regentschap Kendal. De westelijke grens met het regentschap Batang wordt gevormd door de rivier Lampir (Kali Lampir). De zuidelijk grens met het regentschap Wonosobo wordt gevormd door de hooglanden van Dieng. 
Het zuiden van Plantungan is een bergachtig gebied aan de voet van de berg Prau, die gelegen is  in het noordelijke deel van de hooglanden van Dieng.

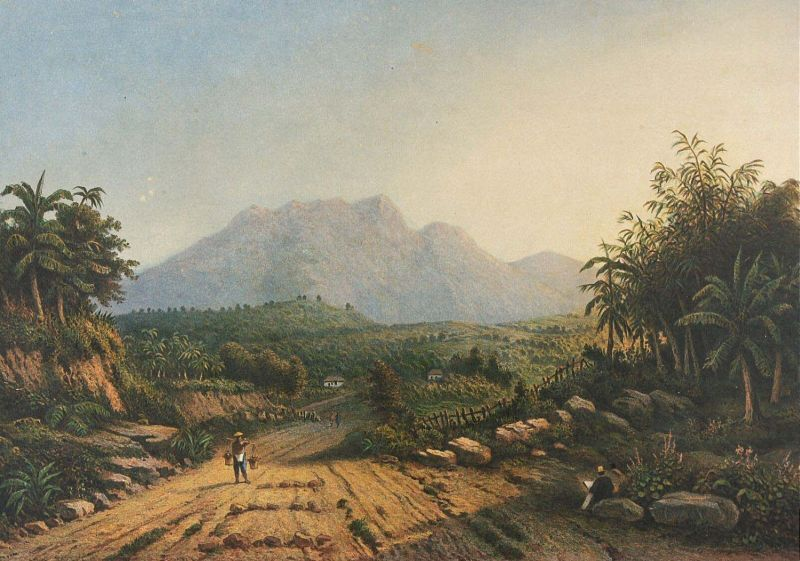
"De Goenong Prahoe gezien vanaf Pelantoengan" Litho naar een oorspronkelijke tekening van J.S.G. Gramberg. Pagina 9 van de map "De Indische Archipel", Den Haag, 1865-1876.

In de desa Tirtomulyo ligt de plaats Plantungan. Plantungan was in de 19de eeuw een badplaats met geneeskrachtige bronnen waarbij tevens een militair hospitaal stond. In het begin van de 20ste eeuw kwam er in Plantungan een voorziening voor leprapatiënten, en onder leiding van het Leger des Heils een lepraziekenhuis.
 
Ten tijden van en na de Tweede Wereldoorlog werd het gebied als kamp gebruikt. Kamp Plantungan was in de jaren 70 het Gerwani Interneringskamp.

## Onderverdeling
Het onderdistrict Plantungan is in 2010 onderverdeeld in 12 plaatsen die een administratieve eenheid zijn, (desa's). Binnen deze desa's liggen dorpen en gehuchten.
| Plaats code | Naam kelurahan, plaatsen en dorpen | Inwoners in 2010 |
| ----------- | ---------------------------------- | ---------------- |
| 001         | Blumah                             | 1.133            |
| 002         | Tlogopayung                        | 3.574            |
| 003         | Kediten                            | 1.195            |
| 004         | Wonodadi                           | 4.042            |
| 005         | Manggungmangu                      | 2.246            |
| 006         | Tirtomulyo                         | 3.565            |
| 007         | Jurangagung                        | 2.663            |
| 008         | Karanganyar                        | 1.650            |
| 009         | Jati                               | 936              |
| 010         | Bendosari                          | 2.808            |
| 011         | Wadas                              | 2.863            |
| 012         | Mojoagung                          | 2.151            |